# Михайлов, Алексей Александрович
Алексей Александрович Михайлов (14 марта 1918 года, с. Екатериновка, Оренбургский уезд, Оренбургская губерния — 10 января 1999 года, Алма-Ата, Казахстан), рядовой, разведчик 749-го стрелкового полка (125-я стрелковая дивизия, 2-я ударная армия, Ленинградский фронт), затем 172-го стрелкового полка (13-я стрелковая дивизия, 59-я армия, 1-й Украинский фронт), полный кавалер Ордена Славы.

## Биография
Родился в крестьянской семье в селе Екатериновка Оренбургского уезда Оренбургской губернии (ныне — Кваркенский район Оренбургской области).
В 1936 году окончил 7 классов школы. Работал бухгалтером в Кваркенском сельпо.

## Память
В сентябре 1940 года Кваркенским райвоенкоматом Чкаловской области был призван в ряды Красной армии. На фронтах Великой Отечественной войны с 1942 года. Воевал на Ленинградском фронте, оборонял Ленинград.
Приказом по 749-му стрелковому полку от 23 июля 1943 года за мужество и героизм при обороне Ленинграда от немецко-фашистских захватчиков был награждён медалью «За оборону Ленинграда».
В боях на Нарвском плацдарме систематически вёл разведнаблюдения за передним краем противника, изучал систему инженерных сооружений, огневую систему. Полученные сведения сообщал командованию. 19 апреля 1944 года при отражении контратаки противника уничтожил 3-х солдат противника и захватил автомат. Приказом по 125-й стрелковой дивизии от 27 апреля 1944 года он был награждён орденом Славы 3-й степени.
В бою по уничтожению окружённой группы противника в районе Аувере в Эстонии 27 июля 1944 года уничтожил 3-х солдат противника и 4-х взял в плен.

При прорыве обороны противника возле населённого пункта Хоава 29 июля первым поднялся в атаку, увлекая за собой товарищей. Был ранен, но поля боя не покинул. Приказом по 2-й ударной армии от 16 сентября 1944 года был награждён орденом Славы 2-й степени.
17 марта 1945 года возле населённого пункта Кожле в Силезии в бою во главе отделения разведки первым ворвался в траншеи противника и огнём автомата и гранатами уничтожил 8 солдат противника.

18 марта 1945 года в бою за населённый пункт при прорыве линии обороны противника ворвался в траншею противника, уничтожив при этом 2 огневые точки и до 10 солдат противника. Приказом по 59-й армии от 11 апреля 1945 года был награждён вторым орденом Славы 2-й степени. Указом Президиума Верховного Совета СССР от 10 ноября 1970 года перенаграждён орденом Славы 1 степени.
Член КПСС с 1945 года. Старшина Михайлов был демобилизован в мае 1946 года. Жил в Алма-Ате.
В 1985 году в ознаменование 40-летия Победы был награждён орденом Отечественной войны 1-й степени.
Скончался 10 января 1999 года.